# Бедовый (миноносец)
«Бедо́вый» — эскадренный миноносец типа «Буйный».

## История корабля
В 1901 году зачислен в списки судов Балтийского флота и заложен на судоверфи Невского судостроительного и механического завода в Санкт-Петербурге, спущен на воду 4 мая 1902 года, вступил в строй 5 сентября 1902 года. После вступления в строй отправился на Дальний Восток с отрядом А. А. Вирениуса, однако с началом Русско-японской войны вернулся в Россию.
Вошёл в состав Второй Тихоокеанской эскадры и 29 августа 1904 года покинул Кронштадт под командованием капитана 2-го ранга Н. В. Баранова.
Во время Цусимского сражения 14 мая 1905 года «Бедовый» входил в состав 1-го отделения миноносцев и держался на левом, нестреляющем борту русских броненосцев, находясь в распоряжении флагманского броненосца «Князь Суворов». В бою миноносец не выполнил своей задачи и не снял экипажи с гибнущих броненосцев.
К утру 15 мая «Бедовый» соединился с крейсером «Дмитрий Донской» и миноносцами «Буйный» и «Грозный». С «Буйного» на «Бедовый» перевели раненого вице-адмирала З. П. Рожественского и флаг-офицера со штабом. После этого «Бедовый» совместно с «Грозным» направился во Владивосток. Около 3 часов утра русские корабли были настигнуты японскими «истребителями» (эсминцами) «Кагэро» и «Садзанами». С «Бедового» на «Грозный» передали приказание прорываться во Владивосток, а сам «Бедовый» было решено сдать. На миноносце подняли белый флаг и флаг Красного креста, после чего корабль сдался подошедшему миноносцу «Садзанами». 17 мая «истребитель» «Садзанами» и крейсер «Акаси» отконвоировали его в Сасебо.
В японском флоте корабль стал называться «Сацуки» (яп. 皐月 пятый месяц лунного календаря) и в 1905 году был введён в строй. Служил в качестве миноносца до 1913 года, затем превращён в корабль-мишень и в 1922 году сдан на слом.